# Arteria mesenterica superiore
L'arteria mesenterica superiore è un grosso ramo arterioso che nasce dall'aorta a livello della I vertebra lombare subito al disotto del tronco celiaco. Serve ad assicurare l'irrorazione di gran parte dell'intestino, dall'ultima porzione del duodeno alla metà del colon trasverso. Lunga circa 24/25 cm decorre dietro al pancreas quindi si dirige in avanti fino a scavalcare la III porzione duodenale per portarsi nel mesentere. Lungo il suo percorso nascono rami molto importanti; termina anastomizzandosi con il ramo ileale dell'Arteria ileo-colica e con l'ultima collaterale digiunale.
| rami principali                         | territorio di irrorazione |
| Arteria pancreatico-duodenale inferiore | irrora la testa del pancreas nella sua porzione inferiore e l'ultima parte del duodeno. |
| Arteria Colica media                    | detta anche Arteria Colica superiore nasce dopo pochi centimetri e si porta verso il colon in prossimità del quale si divide in un ramo ascendente che si anastomizza con l'omologo ramo dell'Arteria Colica sinistra primo tronco dell'Arteria mesenterica inferiore e in un ramo discendente che si anastomizza con il ramo ascendente dell'Arteria Colica destra.                           |
| Arteria Colica destra                   | detta anche Arteria Colica media destra nasce subito sotto la colica media e si dirige verso il colon ascendente biforcandosi in un ramo ascendente, che si anastomizza con il ramo discendente dell'Arteria Colica media, e in un ramo discendente che incontra il ramo ascendente dell'Arteria Ileo-colica.                                                                                  |
| Arteria ileo-colica                     | detta anche Arteria Colica inferiore destra nasce qualche centimetro sotto la colica destra e si divide in alcuni rami dei quali quello ascendente si anastomizza con il ramo discendente dell'Arteria Colica destra, quello discendente va ad irrorare il cieco e dà origine ad una Arteria appendicolare per l'Appendice vermiforme e a una branca destinata alla parte terminale dell'ileo. |
| Arterie digiunali                       | sono rappresentate da una serie di rami, fino a 20, che irrorano le anse digiunali. Hanno la caratteristica di anastomizzarsi in una serie di arcate definite di I e II e III ordine. |

(*) La descrizione di questi rami varia a seconda degli Autori. In questo caso si è seguita quella riscontrata in perché coincidente con quella del Gray al cui testo di Anatomia appartengono le immagini riportate.
 
Le numerose anastomosi che si riscontrano lungo il territorio irrorato dalla A.M.S. hanno l'importante funzione di garantire a ogni segmento intestinale una circolazione collaterale efficace (irrorazione dovuta a più vasi).  
- Il sistema appare ben evidente nella divisione dicotomica delle arterie digiunali che formano una caratteristica serie di arcate.
- Analogo sistema si riscontra nella vascolarizzazione del colon, organo irrorato non solo da rami diversi dello stesso tronco arterioso, la mesenterica superiore, ma addirittura da due distinti tronchi arteriosi: la mesenterica superiore e quella inferiore. 
  - L'anastomosi tra i due tronchi arteriosi avviene mediante inosculazione della branca ascendente della colica media (A.M.S.) con quella ascendente dell'Arteria colica sinistra branca dell'Arteria mesenterica inferiore (A.M.I.). L'arcata che si forma prende il nome di arcata di Riolano.
  - Ulteriore garanzia per una circolazione collaterale efficiente è data anche dalla arcata marginale di Drummond che nasce dai vari segmenti della A.M.S. e che corre subito a ridosso del margine interno del colon dal cieco alla giunzione sigmoido-rettale.[1]

La vascolarizzazione dell'intestino per la sua complessita va incontro con una certa frequenza ad anomalie anche importanti che devono essere assolutamente ricercate ed individuate nel corso degli interventi su questo distretto. L'argomento specifico e complesso esula dalla presente trattazione. È sufficiente ricordare che alcune di queste anomalie determinano scarsità o assenza delle anastomosi precedentemente descritte creando delle zone critiche per mancanza dei circoli collaterali.  Un punto critico, individuato da Sudeck e conosciuto quindi come punto debole di Sudeck si trova sul sigma se viene a mancare o è insufficiente l'anastomosi tra arteria sigmoidea ima e arteria emorroidaria superiore entrambe rami dell'Arteria mesenterica inferiore.